# Montemignaio
Montemignaio ist ein Ort mit 509 Einwohnern (Stand 31. Dezember 2023) in der Provinz Arezzo, Toskana, Italien.

## Geographie

Lage von Montemignaio in der Provinz Arezzo

Der Ort erstreckt sich über rund 26 km². Er liegt etwa 35 km nordwestlich der Provinzhauptstadt Arezzo und 30 km östlich der Regionalhauptstadt Florenz im Gebirgstal des Casentino und ist Teil der Comunità montana del Casentino. Über den Ortsteil Consuma, der gleichfalls zu Pelago und Rufina in der Metropolitanstadt Florenz gehört, und dem Passo della Consuma (Consuma-Pass, 1050 m) ist der Ort mit der Provinz Florenz und der Montagna Fiorentina verbunden. Im Gemeindegebiet liegt der Monte Secchieta (1449 m), dritthöchste Erhebung der Gebirgskette des Pratomagno. Montemignaio liegt in der klimatischen Einordnung italienischer Gemeinden in der Zone E, 2 949 GG.
Zu den Ortsteilen zählen Assillo, Brustichino, Cameronci, Campiano, Casodi, Castello, Cerreto, Consuma, Cozzo, Forcanasso, Fornello, Fossatello, La Fonte, Liconia, Masso, Masso Rovinato, Molino, Pieve, Poggiolino, Prato, Santo, Secchieta, Serraia, Treggiaia, Valendaia und Vignola.
Die Nachbargemeinden sind Castel San Niccolò, Pelago (FI), Pratovecchio Stia, Reggello (FI) und Rufina (FI).

## Geschichte

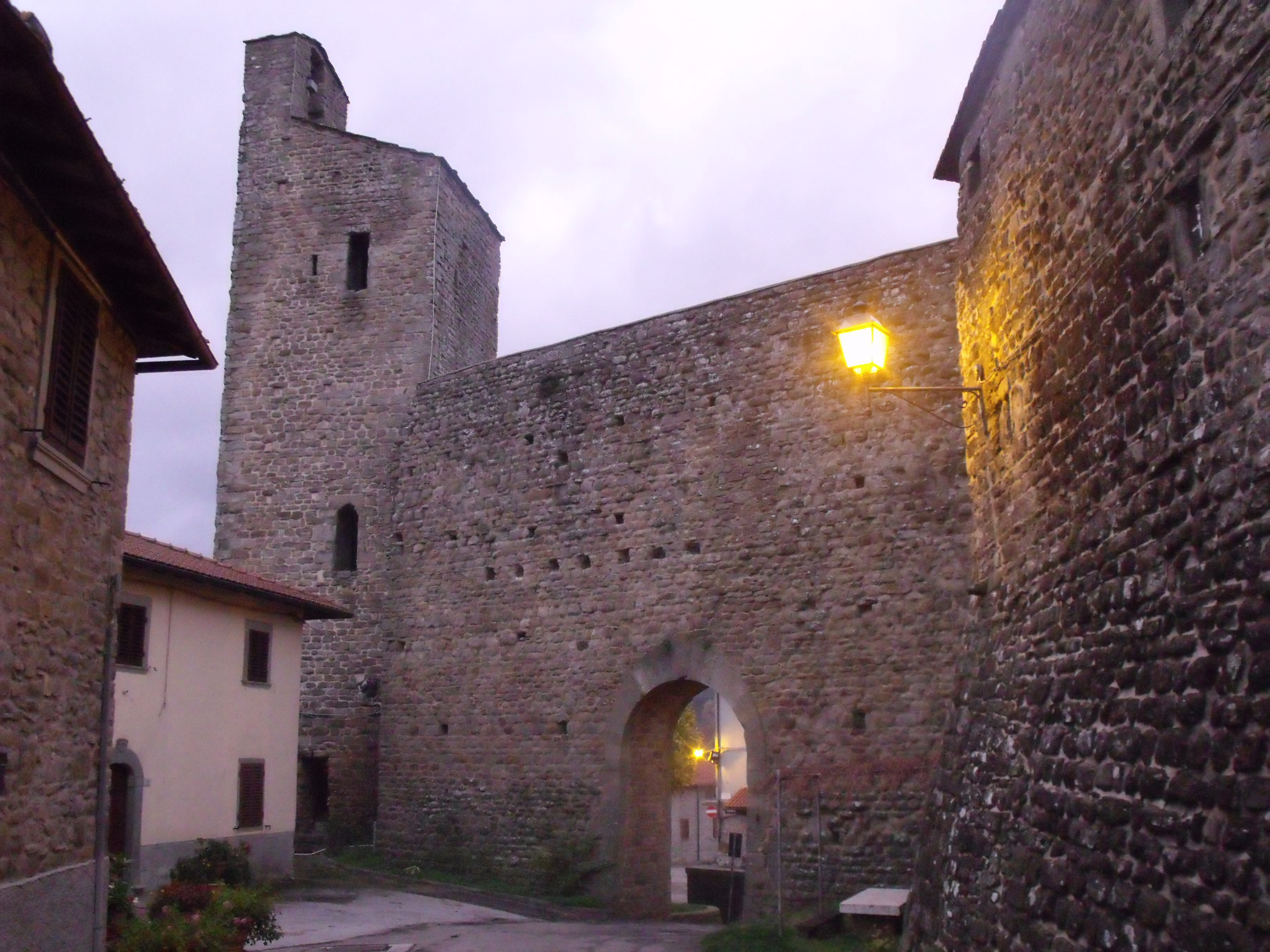
Das Castello dei Conti Guidi

Die erste Siedlung auf dem heutigen Gemeindegebiet entstand durch die Römer. Der Ortsname leitet sich wahrscheinlich von Monte (Berg) und dem lateinischen Personennamen Miniarius oder von Minimum ab. Erstmals in einem Dokument wird der Ort im 12. Jahrhundert erwähnt, als die Pieve di Santa Maria Assunta von der Diözese Fiesole erwähnt wurde. Zur etwa gleichen Zeit entstand auch das Castello dei Conti Guidi. Die Familie der Guidi beherrschte den Ort zuerst mit Einverständnis von Heinrich VI. und später von Friedrich II. (HRR). Diese Herrschaft hielt bis zur Mitte des 14. Jahrhunderts, als die Bevölkerung mit der von Castel San Niccolò gegen die Grafen Guidi rebellierte. So war Graf Galeotto Guidi 1359 gezwungen, den Verzicht auf seine Besitztümer zu unterzeichnen. Der Ort entwickelte anschließend eine Podesteria unter der Republik Florenz. Später wurde der Ort der Provinz Arezzo zugeteilt.

## Verwaltung
- Bürgermeister: Massimiliano Mugnaini (seit 05/2007)

## Sehenswürdigkeiten

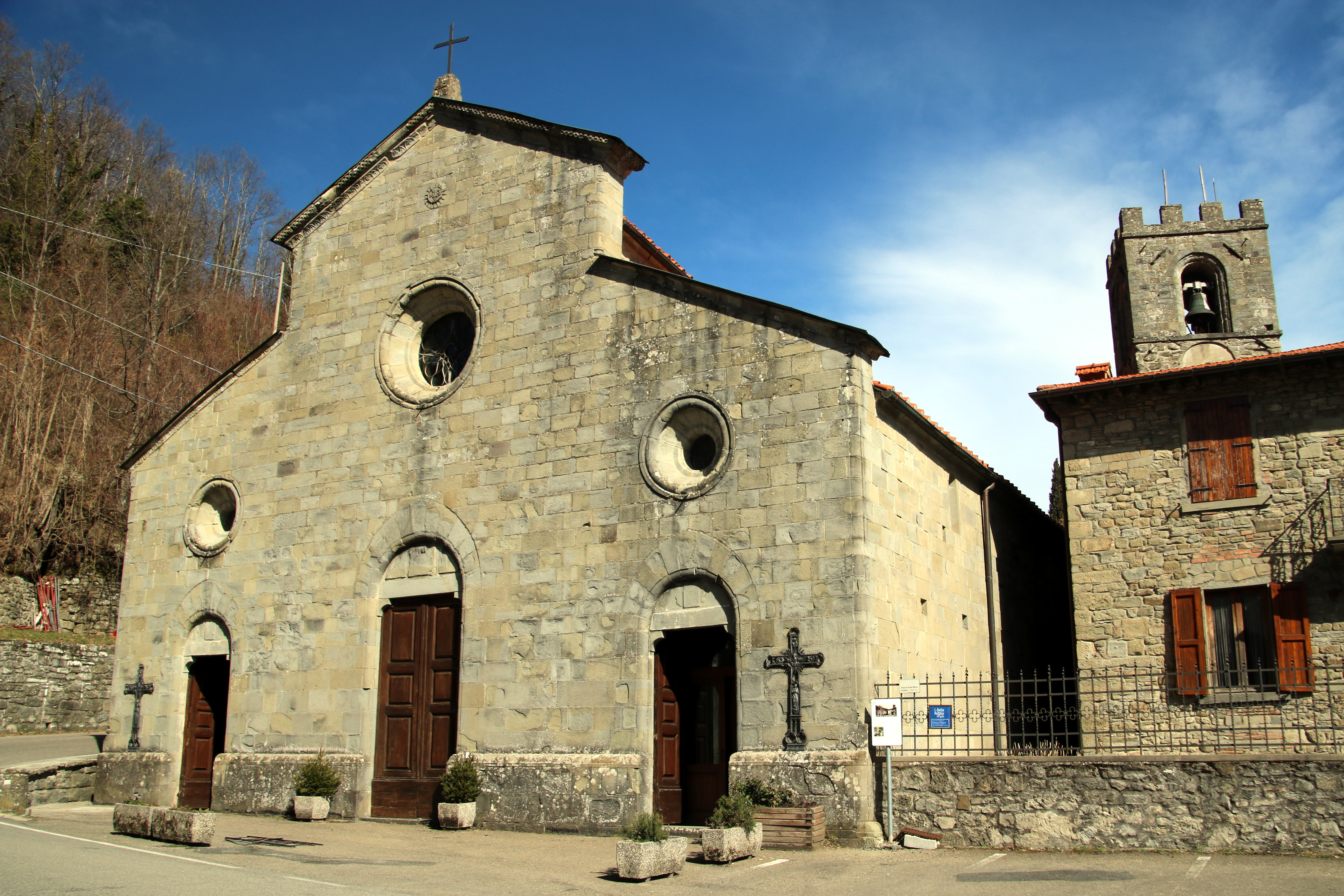
Pieve di Santa Maria Assunta

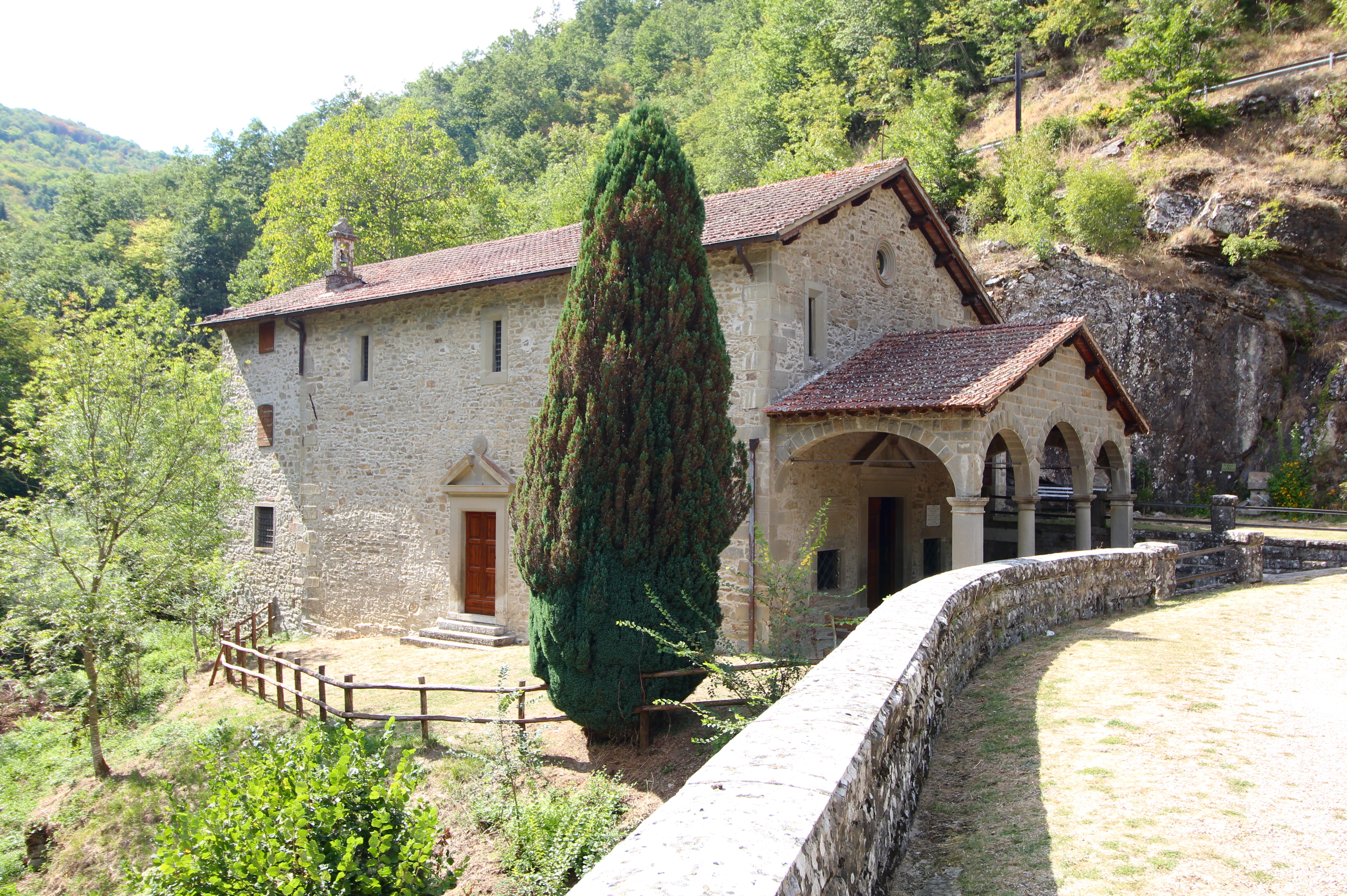
Madonna delle Calle

- Castello dei Conti Guidi, auch Castello Leone, Burg aus dem 12. Jahrhundert im heutigen Ortskern
- Chiesa di Sant’Agata, 1306 entstandene Kirche.
- Oratorio della Madonna delle Calle, bereits im 15. Jahrhundert existierendes Oratorium.
- Pieve di Santa Maria Assunta, 1103 erstmals erwähnte Pieve, enthält das Werk Madonna col Bambino tra Sant’Antonio abate e San Sebastiano von Benedetto Buglioni.

## Persönlichkeiten
- Marcello Mugnaini (* 1940), Radrennfahrer